# Coppa Merconorte 2001
La Coppa Merconorte 2001 è stata la quarta e ultima edizione del trofeo, ed è stata vinta dal Millonarios.

## Formula
Le 16 squadre partecipanti sono divise in 4 gruppi da 4, le cui prime classificate si qualificano alle semifinali.

## Partecipanti
| Nazione     | Squadra           |
| ----------- | ----------------- |
| Bolivia     | Blooming          |
| Colombia    | América de Cali   |
| Colombia    | Atlético Nacional |
| Colombia    | Millonarios       |
| Ecuador     | Aucas             |
| Ecuador     | Barcelona SC      |
| Ecuador     | Emelec            |
| Messico     | Guadalajara       |
| Messico     | Necaxa            |
| Messico     | Santos Laguna     |
| Perù        | Alianza Lima      |
| Perù        | Sporting Cristal  |
| Perù        | Universitario     |
| Stati Uniti | K.C. Wizards      |
| Stati Uniti | MetroStars        |
| Venezuela   | Dep. Italchacao   |

## Fase a gironi

### Gruppo A

#### Risultati
| Aucas | 0 - 2 | Necaxa |

| América | 1 - 1 | Alianza Lima |

| Alianza Lima | 4 - 1 | Aucas |

| Necaxa | 1 - 0 | América |

| Aucas | 0 - 1 | América |

| Necaxa | 2 - 1 | Alianza Lima |

| Necaxa | 1 - 3 | Aucas |

| Alianza Lima | 1 - 2 | América |

| Alianza Lima | 0 - 3 | Necaxa |

| América | 1 - 3 | Necaxa |

| Aucas | 1 - 1 | Alianza Lima |

| América | 2 - 1 | Aucas |

#### Classifica
| Pos. | Squadra         | P  | G | V | N | S | GF | GS | DR |
| ---- | --------------- | -- | - | - | - | - | -- | -- | -- |
| 1.   | Necaxa          | 15 | 6 | 5 | 0 | 1 | 12 | 5  | +7 |
| 2.   | América de Cali | 10 | 6 | 3 | 1 | 2 | 7  | 7  | 0  |
| 3.   | Alianza Lima    | 5  | 6 | 1 | 2 | 3 | 8  | 10 | -2 |
| 4.   | Aucas           | 4  | 6 | 1 | 1 | 4 | 6  | 11 | -5 |

### Gruppo B

#### Risultati
| MetroStars | 2 - 0 | Deportivo Italchacao |

| Chivas | 3 - 0 | Millonarios |

| Millonarios | 5 - 0 | Deportivo Italchacao |

| Millonarios | 2 - 1 | MetroStars |

| Deportivo Italchacao | 2 - 0 | Chivas |

| MetroStars | 2 - 0 | Chivas |

| Deportivo Italchacao | 3 - 0 | Millonarios |

| Deportivo Italchacao | 2 - 1 | MetroStars |

| MetroStars | 0 - 1 | Millonarios |

| Chivas | 0 - 2 | Deportivo Italchacao |

| Millonarios | 2 - 0 | Chivas |

| Chivas | 0 - 2 | MetroStars |

#### Classifica
| Pos. | Squadra         | P  | G | V | N | S | GF | GS | DR |
| ---- | --------------- | -- | - | - | - | - | -- | -- | -- |
| 1.   | Millonarios     | 12 | 6 | 4 | 0 | 2 | 10 | 7  | +3 |
| 2.   | Dep. Italchacao | 12 | 6 | 4 | 0 | 2 | 9  | 8  | +1 |
| 3.   | MetroStars      | 9  | 6 | 3 | 0 | 3 | 8  | 5  | +3 |
| 4.   | Guadalajara     | 3  | 6 | 1 | 0 | 5 | 3  | 10 | -7 |

### Gruppo C

#### Risultati
| Kansas City Wizards | 1 - 2 | Sporting Cristal |

| Santos Laguna | 4 - 2 | Kansas City Wizards |

| Santos Laguna | 3 - 1 | Barcelona |

| Barcelona | 2 - 2 | Sporting Cristal |

| Barcelona | 2 - 3 | Kansas City Wizards |

| Sporting Cristal | 2 - 1 | Kansas City Wizards |

| Santos Laguna | 3 - 0 | Sporting Cristal |

| Barcelona | 1 - 3 | Santos Laguna |

| Kansas City Wizards | 1 - 1 | Barcelona |

| Sporting Cristal | 2 - 1 | Santos Laguna |

| Kansas City Wizards | 0 - 1 | Santos Laguna |

| Sporting Cristal | 2 - 2 | Barcelona |

#### Classifica
| Pos. | Squadra          | P  | G | V | N | S | GF | GS | DR |
| ---- | ---------------- | -- | - | - | - | - | -- | -- | -- |
| 1.   | Santos Laguna    | 15 | 6 | 5 | 0 | 1 | 15 | 6  | +9 |
| 2.   | Sporting Cristal | 11 | 6 | 3 | 2 | 1 | 10 | 10 | 0  |
| 3.   | K.C. Wizards     | 4  | 6 | 1 | 1 | 4 | 8  | 12 | -4 |
| 4.   | Barcelona SC     | 3  | 6 | 0 | 3 | 3 | 9  | 14 | -5 |

### Gruppo D

#### Risultati
| Atlético Nacional | 3 - 0 | Universitario |

| Blooming | 2 - 3 | Universitario |

| Blooming | 0 - 2 | Atlético Nacional |

| Universitario | 0 - 0 | Emelec |

| Atlético Nacional | 0 - 0 | Emelec |

| Universitario | 2 - 0 | Blooming |

| Emelec | 1 - 0 | Universitario |

| Universitario | 2 - 1 | Atlético Nacional |

| Blooming | 0 - 0 | Emelec |

| Atlético Nacional | 1 - 0 | Blooming |

| Emelec | 4 - 1 | Blooming |

| Emelec | 3 - 0 | Atlético Nacional |

#### Classifica
| Pos. | Squadra           | P  | G | V | N | S | GF | GS | DR |
| ---- | ----------------- | -- | - | - | - | - | -- | -- | -- |
| 1.   | Emelec            | 12 | 6 | 3 | 3 | 0 | 8  | 1  | +7 |
| 2.   | Atlético Nacional | 10 | 6 | 3 | 1 | 2 | 7  | 5  | +2 |
| 3.   | Universitario     | 10 | 6 | 3 | 1 | 2 | 7  | 7  | 0  |
| 4.   | Blooming          | 1  | 6 | 0 | 1 | 5 | 3  | 12 | -9 |

## Fase a eliminazione diretta

### Tabellone
|  | Semifinali        | Semifinali        | Semifinali | Semifinali | Semifinali |  |  | Finale            | Finale            | Finale | Finale | Finale |  |
|  |                   |                   |            |            |            |  |  |                   |                   |        |        |        |  |
|  | Necaxa            | Necaxa            | 3          | 2          | 5 (1)      |  |  |                   |                   |        |        |        |  |
|  | Millonarios (dtr) | Millonarios (dtr) | 2          | 3          | 5 (3)      |  |  | Millonarios (dtr) | Millonarios (dtr) | 1      | 1      | 2 (3)  |  |
|  | Santos Laguna     | Santos Laguna     | 4          | 1          | 5 (2)      |  |  | Emelec            | Emelec            | 1      | 1      | 2 (1)  |  |
|  | Emelec (dtr)      | Emelec (dtr)      | 1          | 4          | 5 (4)      |  |  |                   |                   |        |        |        |  |

### Semifinali

#### Andata
| Arbitro: | Zambrano |

|                                  |           |                    |
| Moreno 9’ Martínez 85’ Zague 89’ | Marcatori | 25’, 29’ Gutiérrez |

| Arbitro: | Arana |

|                                                        |           |             |
| Róbson Luís 4’, 33’ Lillingston 25’ Carlos Augusto 58’ | Marcatori | 75’ Tenorio |

#### Ritorno
| Arbitro: | Solórzano |

|                                     |                      |                             |
| Orrego 38’ Rivera 64’ Jaramillo 85’ | Marcatori            | 21’ López 28’ A. Moreno     |
| Rivera Castro Gutiérrez D. Moreno   | Tiri di rigore 3 – 1 | González Pérez Núñez Galván |

| Arbitro: | Aros |

|                                         |                      |                                              |
| Tenorio 5’, 13’ Hidalgo 24’ Moreira 44’ | Marcatori            | 71’ Carlos Augusto                           |
| Hidalgo Poroso Tenorio Ayoví            | Tiri di rigore 4 – 2 | Altamirano Carlos Augusto Róbson Luís Romero |

### Finale

#### Andata
| Arbitro: | Solórzano |

| |            | |
| Castro 76’ | Marcatori  | 75’ Tenorio |
| · Dudamel P · Suárez D · Bustamante D · Fernández D · 28’ Arriaga D · Ramírez C · 54’ Viáfara C · Jiménez C · Márcio Cruz C · Castro A · 46’ Cano A · A disposizione: · 28’ Moreno D · 46’ Jaramillo A · 54’ Gutiérrez C | Formazioni | · P Viteri · D Quiñónez · D Poroso · D Zambrano · D Ayoví · C C. Hidalgo · C Borja · C Candelario · C Moreira 77’ · A Kenig 61’ · A Tenorio 83’ · A disposizione: · A Juárez 61’ · C Cagua 77’ · A Gómez 83’ |
| García | Allenatori | Sevilla |

#### Ritorno
| Arbitro: | G. Hidalgo |

| |                      | |
| Tenorio 50’ | Marcatori            | 29’ Jaramillo |
| C. Hidalgo Tenorio Poroso Cagua | Tiri di rigore 1 – 3 | Rivera Orrego Castro Gutiérrez |
| · Viteri P · Quiñónez D · Poroso D · Zambrano D · Ayoví D · C. Hidalgo C · Candelario C · 67’ Moreira C · Sánchez C · Tenorio A · 38’ Kenig A · A disposizione: · 38’ 83’ Cuero A · 67’ Cagua C · 83’ Gómez A | Formazioni           | · P Dudamel · D Asprilla · D Fernández · D Ramírez · D Rivera · C Orrego · C Viáfara · C Gutiérrez · C Márcio Cruz 82’ · A Castro · A Jaramillo · A disposizione: · C Jiménez 82’ |
| Sevilla | Allenatori           | García |

## Classifica marcatori
| Gol |  |  | Giocatore            | Squadra       |
| --- |  |  | -------------------- | ------------- |
| 7   |  |  | Otilino Tenorio      | Emelec        |
| 6   |  |  | Alfredo Moreno       | Necaxa        |
| 5   |  |  | Wilson Cano          | Millonarios   |
| 5   |  |  | Eduardo Lillingston  | Santos Laguna |
| 4   |  |  | Carlos Alfaro Moreno | Barcelona SC  |
| 4   |  |  | Jared Borgetti       | Santos Laguna |
| 4   |  |  | Carlos Augusto       | Santos Laguna |
| 4   |  |  | Zague                | Necaxa        |
| 3   |  |  | Raúl Duarte          | Aucas         |
| 3   |  |  | Roy Lassiter         | K.C. Wizards  |
| 3   |  |  | Luis Ernesto Pérez   | Necaxa        |
| 3   |  |  | Róbson Luís          | Santos Laguna |
| 3   |  |  | Martín Villalonga    | Universitario |